# Herbert Sieronski

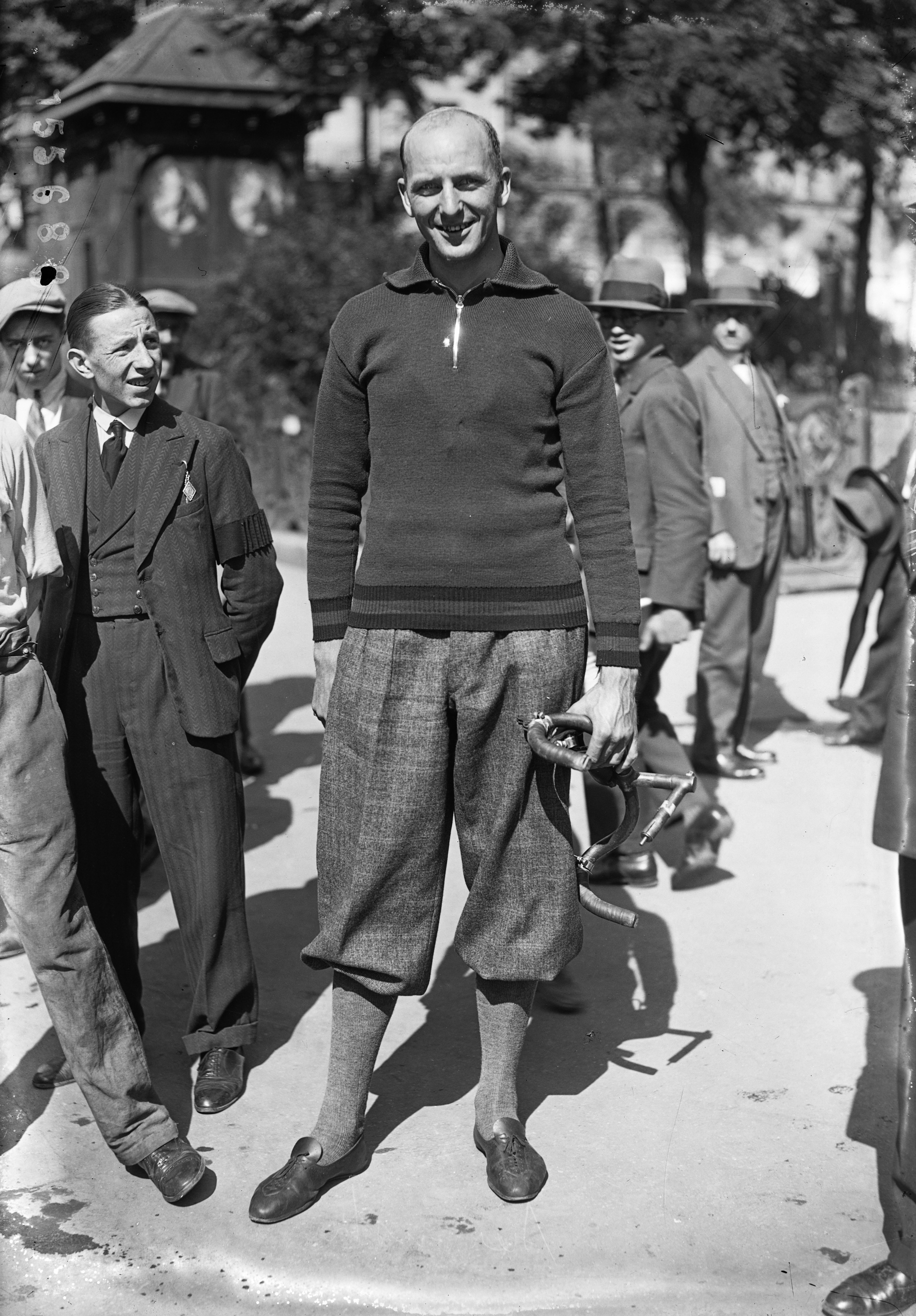
Herbert Sieronski (1931)

Herbert Arnold Walter Sieronski (* 8. November 1906 in Berlin; † Februar 1945 in der Sowjetunion) war ein deutscher Radrennfahrer.
Im Jahre 1928 gewann er Rund um Leipzig. Profi-Radrennfahrer war er von 1930 bis 1937. Dreimal startete er mit der Nationalmannschaft bei der Tour de France, 1931 belegte er Rang 20 und 1932 Rang 39. Zweimal – 1930 und 1937 – gewann er Etappen der Deutschland-Rundfahrt. 1932 wurde er Dritter von Paris-Roubaix, gewann Marseille–Lyon und 1933 den Circuit du Mont-Blanc. 1934 belegte er den dritten Platz bei Berlin–Cottbus–Berlin. Sieronski wurde 1932 in Frankreich sehr populär, als er nach langer Führung, unglücklichem Sturz und langem Kampf noch Vierter im Rennen Bordeaux–Paris geworden war.
Sein ehemaliger Mannschaftskollege Kurt Stöpel widmete Sieronski in seinem Buch Tour de France ein ganzes Kapitel. Überliefert ist sein Rat an Stöpel: „Beiß die Zähne zusammen und iss einen Reiskuchen.“
Sieronski starb im Februar 1945 auf einem Gefangenentransport von Stalingrad nach der Süd-Ukraine an der Ruhr und Entkräftung.
In den Jahren 1948 (Sieger: Otto Ziege) und 1949 wurden in Berlin das „Herbert-Sieronski-Gedächtnisrennen“ ausgetragen.